# Халленберг
Халленберг (нем. Hallenberg) — город в Германии, в земле Северный Рейн-Вестфалия.
Подчинён административному округу Арнсберг. Входит в состав района Хохзауэрланд.  Население составляет 4391 человек (на 31 декабря 2010 года). Занимает площадь 65,36 км². Официальный код  —  05 9 58 020.
Город подразделяется на 4 городских района.

## Население
| Год  | Население |
| ---- | --------- |
| 1995 | 4948      |
| 2000 | 4850      |
| 2005 | 4669      |
| 2010 | 4434      |

## Личности

### Родившиеся в Халленберге
- Бадер-Анн (также Анна Крамер) (1619-1680) — казнена во времена охоты на ведьм в Вестфалии
- Штоффреген, Генрих (?-1628) — казнён во времена охоты на ведьм в Вестфалии